# Solowate
Solowate (Soleidae) – rodzina ryb flądrokształtnych (Pleuronectiformes). Niektóre gatunki mają duże znaczenie gospodarcze.

## Zasięg występowania
Solowate zasiedlają ciepłe i umiarkowane wody morskie na różnych głębokościach. Załoga batyskafu Trieste zaobserwowała sole w Rowie Mariańskim.

## Opis
Ciało wydłużone. Oczy położone po prawej stronie głowy. Długie płetwy grzbietowa i odbytowa otaczają niemal całe ciało, u niektórych łącząc się z płetwą odbytową. Otwór gębowy w położeniu dolnym przystosowany do pobierania pokarmu z dna. Żywią się bezkręgowcami i małymi rybami. Ikra unosi się w toni wodnej.

## Klasyfikacja
Rodzaje zaliczane do tej rodziny:
Achiroides — Aesopia — Aseraggodes — Austroglossus — Barbourichthys  — Barnardichthys  — Bathysolea — Brachirus  — Buglossidium — Dagetichthys — Dexillus  — Dicologlossa — Heteromycteris — Leptachirus  — Liachirus — Microchirus — Monochirus — Paradicula — Pardachirus  — Pegusa — Phyllichthys — Pseudaesopia — Rendahlia  — Rhinosolea — Solea — Soleichthys — Synaptura — Synapturichthys  — Synclidopus  — Typhlachirus — Vanstraelenia — Zebrias